# Keiler
Keiler – czołg do trałowania min, niemieckiej produkcji, zbudowany na podstawie amerykańskiego czołgu M48, produkowany seryjnie od 1997 r.

## Budowa i działanie
Jako pojazd nośny dla nowego trałowca min wybrano zmodyfikowany amerykański czołg M48, który przez wiele lat służył jako podstawowy czołg bojowy Bundeswehry i dobrze się sprawdził. Poza tym, ze względu na swoje właściwości świetnie nadawał się do nowej roli: był mocno opancerzony, opływowy przód sprzyjał rozpraszaniu fali podmuchu podczas detonacji min oraz posiadał mocną konstrukcję kadłuba. To wszystko zdecydowało o montażu urządzenia do trałowania min na jego podwoziu. Urządzenie to jest równie proste co skuteczne. Poziomo zamocowana stabilna rama z dwuczęściowym wałem zostaje opuszczona skośnie przed pojazdem. Uformowane w kształcie tłuczków 24 elementy zawieszone są na krótkich łańcuchach, obracających się przeciwnie do kierunku jazdy i frezujących ziemię na głębokość do 25 cm. Ziemia wyrzucana jest do przodu pod kątem około 20 stopni, a znajdujące się w niej miny zostają przez niemal czterotonową siłę uderzenia wirujących elementów odrzucone lub zniszczone poprzez detonację. Zamontowane z przodu sanie stabilizują całe urządzenie, a statecznik wysokości automatyczne dopasowuje pracujące urządzenie do rzeźby terenu. Prędkość, z jaką przebiega trałowanie, waha się pomiędzy 0,2 a 4 km/h i jest uzależniona od twardości gruntu i dostosowywana jest automatycznie. Keiler oczyszcza z min pas ziemi o szerokości 470 cm, przy czym jego skuteczność wynosi 98%, co oznacza, że wszystkie miny znajdujące się na jego drodze zostają zniszczone lub odrzucone jako niewybuchy na boki.

## Służba
Pomimo niezaprzeczalnych walorów jakie posiadał Keiler, trwały dyskusje czy konieczne jest zaopatrzenie wojska w nowe pojazdy tego typu, w czasie narastającego odprężenia. Jednak ustały one, kiedy Keiler jeszcze przed oficjalnym przekazaniem do jednostek został skierowany do użycia w warunkach realnego zagrożenia. Stało się tak ponieważ już w 1996 roku niemiecki kontyngent IFOR w Chorwacji potrzebował pilnie odpowiedniego pojazdu do usuwania min, które rozmieszczone były na kontrolowanym przez niego terenie i stwarzały duże niebezpieczeństwo dla ludności cywilnej. Keiler sprawdził się również znakomicie w służbie różnych cywilnych organizacji na rozległych polach minowych Bałkanów. Krisenreaktionskräfte (siły reagowania kryzysowego) Bundeswehry zostały jako pierwsze wyposażone w 24 czołgi do trałowania min pierwszej serii produkcyjnej. Od 2004 roku dalszych 48 wozów Keiler zostanie dostarczonych do pancernych kompanii saperskich w brygadach pierwszoliniowych.